# NGC 2248
NGC 2248 je otvoreni skup  u zviježđu Blizancima. 

## Vanjske poveznice
- SEDS: NGC 2248